# Beethoven-Denkmal (Wien)

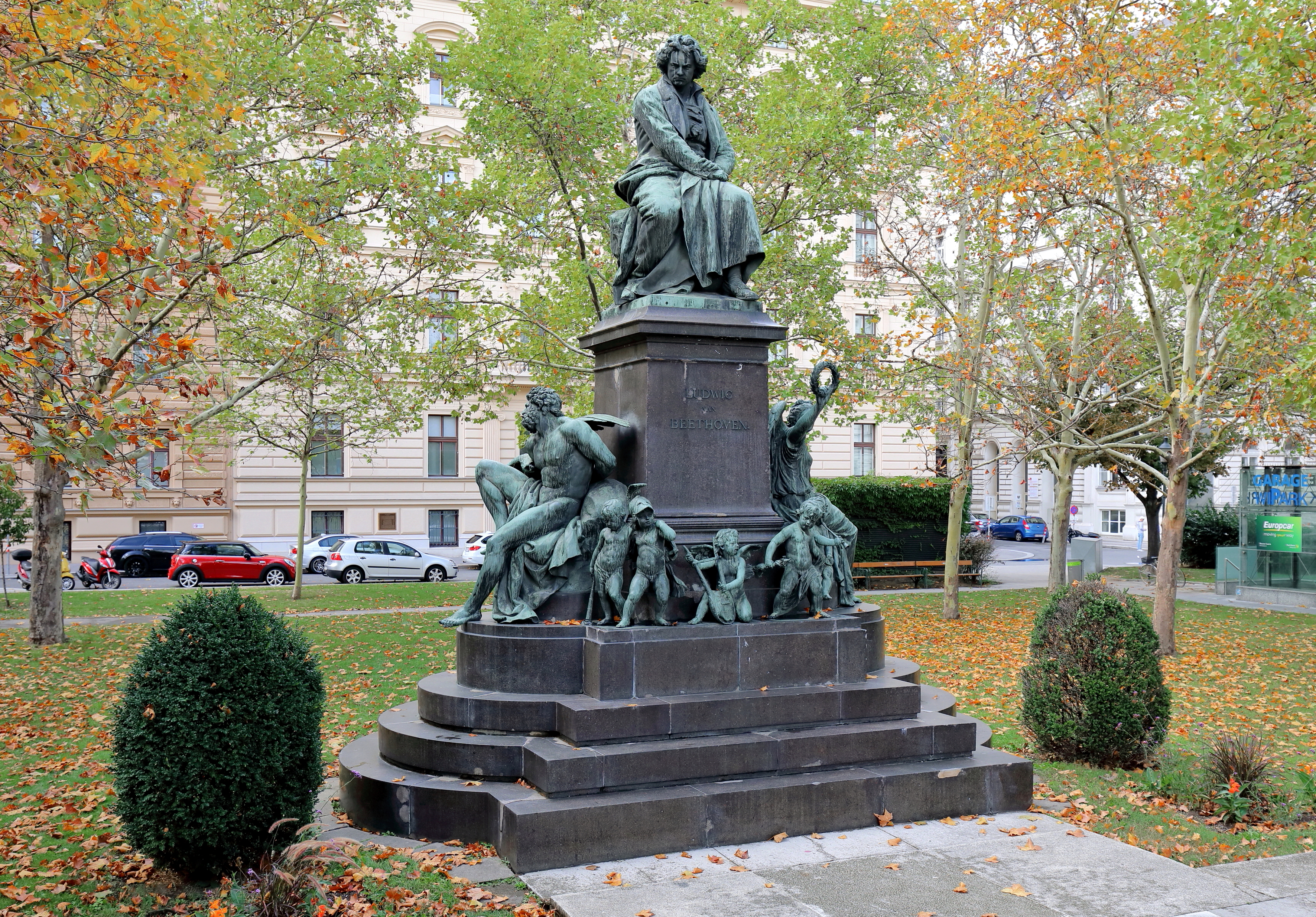
Beethoven-Denkmal am Beethovenplatz

Das Beethoven-Denkmal am Beethovenplatz in der österreichischen Bundeshauptstadt Wien ist ein Bronzestandbild aus dem Jahr 1880. Es ist dem in Wien wirkenden deutschen Komponisten Ludwig van Beethoven gewidmet und wurde von dem Bildhauer Caspar von Zumbusch realisiert.

## Geschichte
Die Gesellschaft der Musikfreunde richtete bezüglich der Errichtung eines Beethoven-Denkmals am 7. Februar 1871 ein Komitee mit dem Vorsitzenden Nikolaus Dumba ein. Dieses Komitee schrieb am 5. Mai 1873 einen Wettbewerb aus und lud die Bildhauer Carl Kundmann, Anton Paul Wagner, Johannes Benk und Caspar von Zumbusch ein. Am 18. Februar 1874 bewertete das Preisgericht die eingereichten Entwürfe und erklärte Zumbusch zum Sieger. Nach ausbedungenen Änderungen wurde am 4. März 1875 die Form des Denkmals genehmigt. 1878 wurde das Gussmodell des Denkmales, das sich jetzt im Foyer des Wiener Konzerthauses befindet, bei der Pariser Weltausstellung präsentiert und mit einer Goldmedaille prämiert. Am 1. Mai 1880 fand die feierliche Enthüllung des Denkmales statt.
Zuerst stand das Denkmal mit seiner Front in Richtung zum Palais Gutmann bzw. Innenstadt, da Wilhelm von Gutmann der Hauptfinancier des Denkmals gewesen war. Im Zuge der Einwölbung des Wienflusses Ende der 1890er Jahre drehte man 1901 das in der Mitte des Platzes befindliche Denkmal um 180 Grad in Richtung der nun wichtigeren Lothringerstraße, die von 1902 bis 1980 von Straßenbahnlinien befahren wurde. Als Ende der sechziger Jahre des 20. Jahrhunderts unter dem Platz eine Tiefgarage der Girozentrale gebaut wurde, war das Denkmal vorübergehend im Stadtpark aufgestellt. 1971 wurde die Rückseite des Denkmals neu verkleidet.

## Beschreibung
Das Denkmal zeigt den sitzenden Beethoven in strenghistoristischem Stil auf einem Vierkantsockel über mehrstufigem, seitlich gerundetem Postament, das der Steinmetzmeister Eduard Hauser schuf. Zu seinen Füßen der gefesselte Prometheus (links) und Nike mit erhobenem Lorbeerkranz (rechts) sowie neun musizierende Putten als Allegorien zu seinen 9 Sinfonien. An der Vorderseite des Sockels befindet sich die Inschrift „LUDWIG / VAN / BEETHOVEN“ und an der Rückseite „ERRICHTET / MDCCCLXXX“. Gegossen wurden die Bronzefiguren von dem Erzgießer Carl Turbain der Ältere.
Die Kosten des Denkmals beliefen sich auf 46.000 Gulden, wobei das Denkmalkomitee 40.000 aufbrachte und der Stadterweiterungsfonds einen Zuschuss von 6.000 gewährte. Weitere 3.000 Gulden bezahlte der Stadterweiterungsfonds für die Neugestaltung der umgebenden Grünanlage.

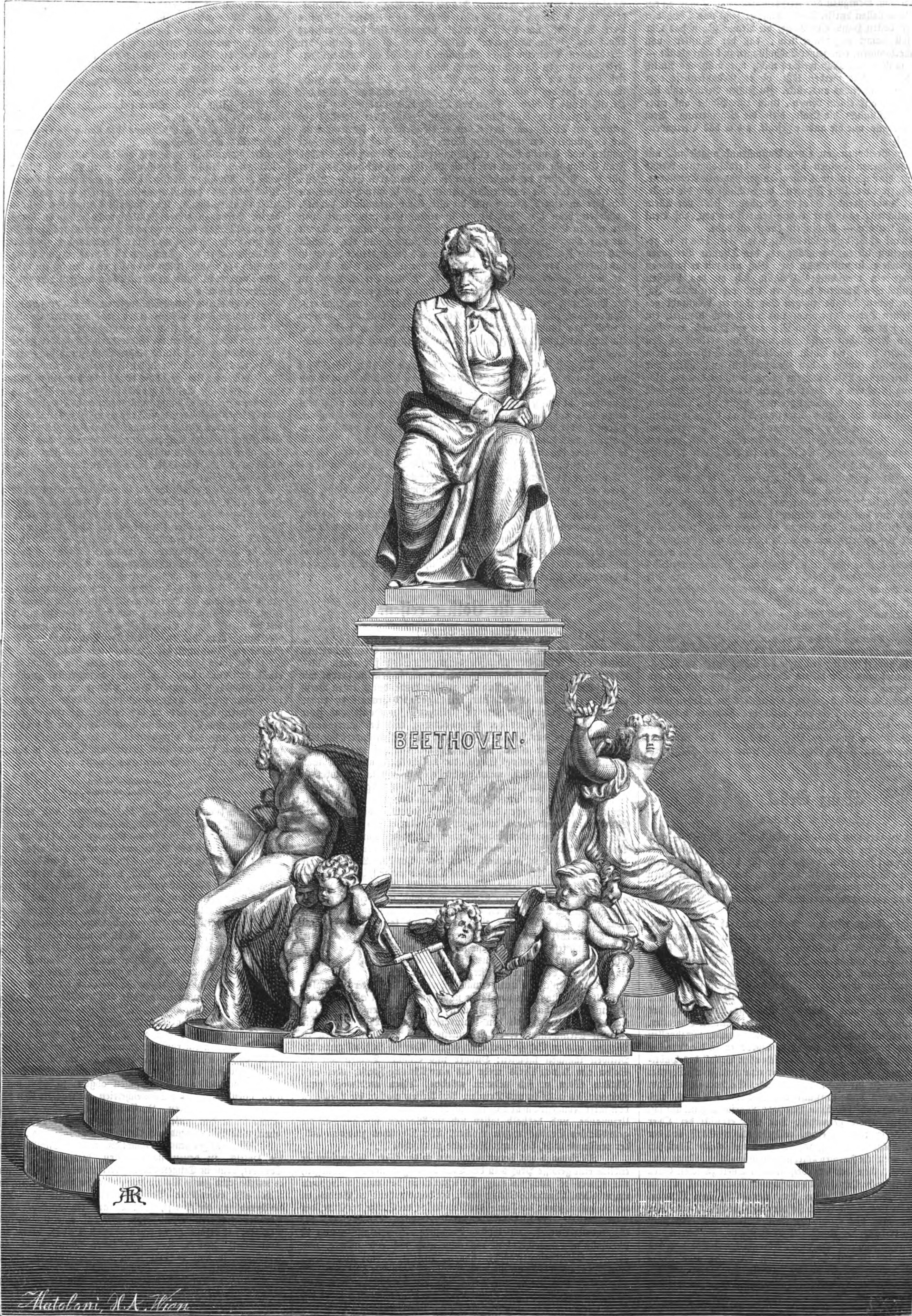
Zumbuschs Entwurf aus dem Jahre 1874
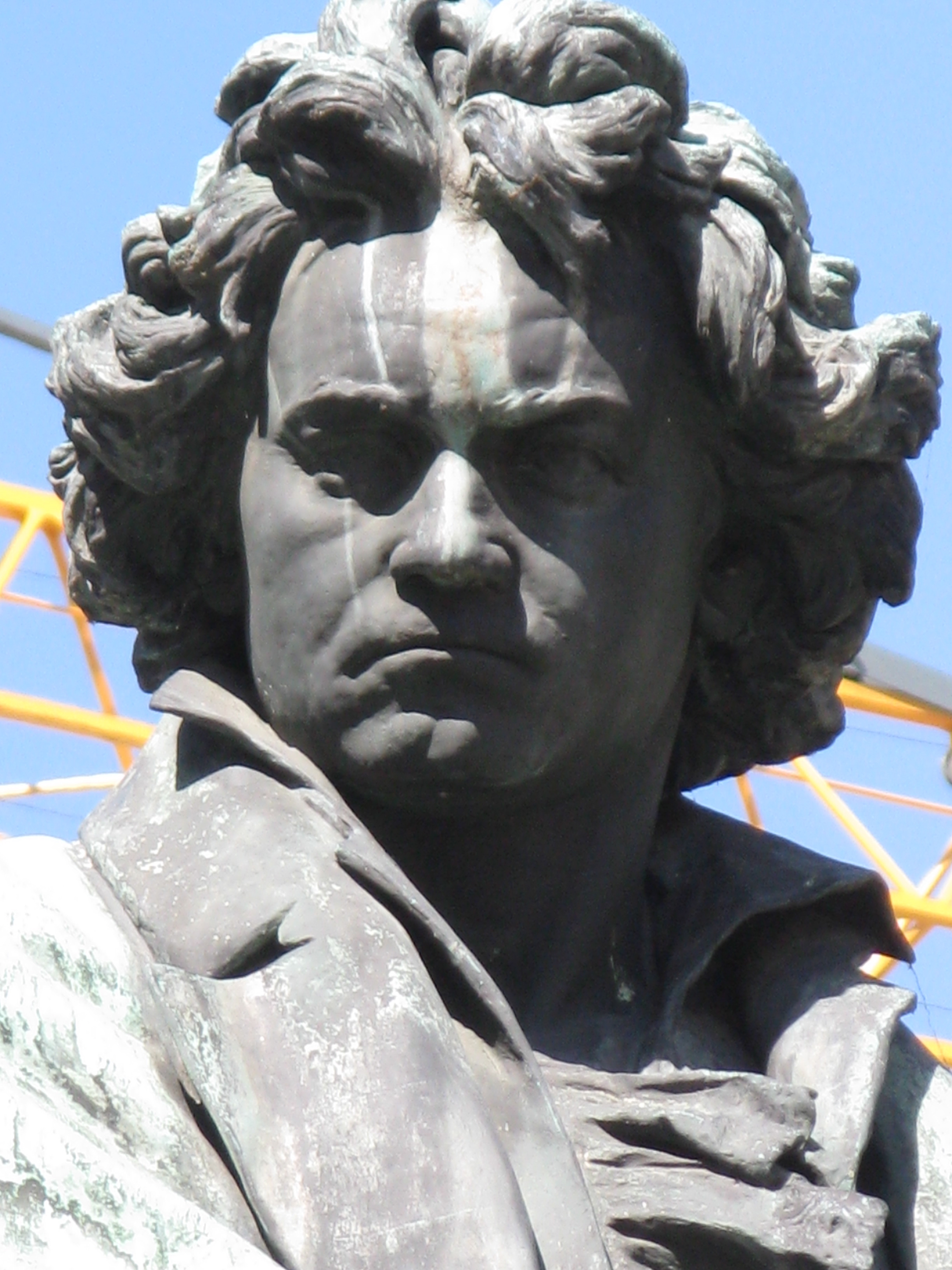
Beethoven
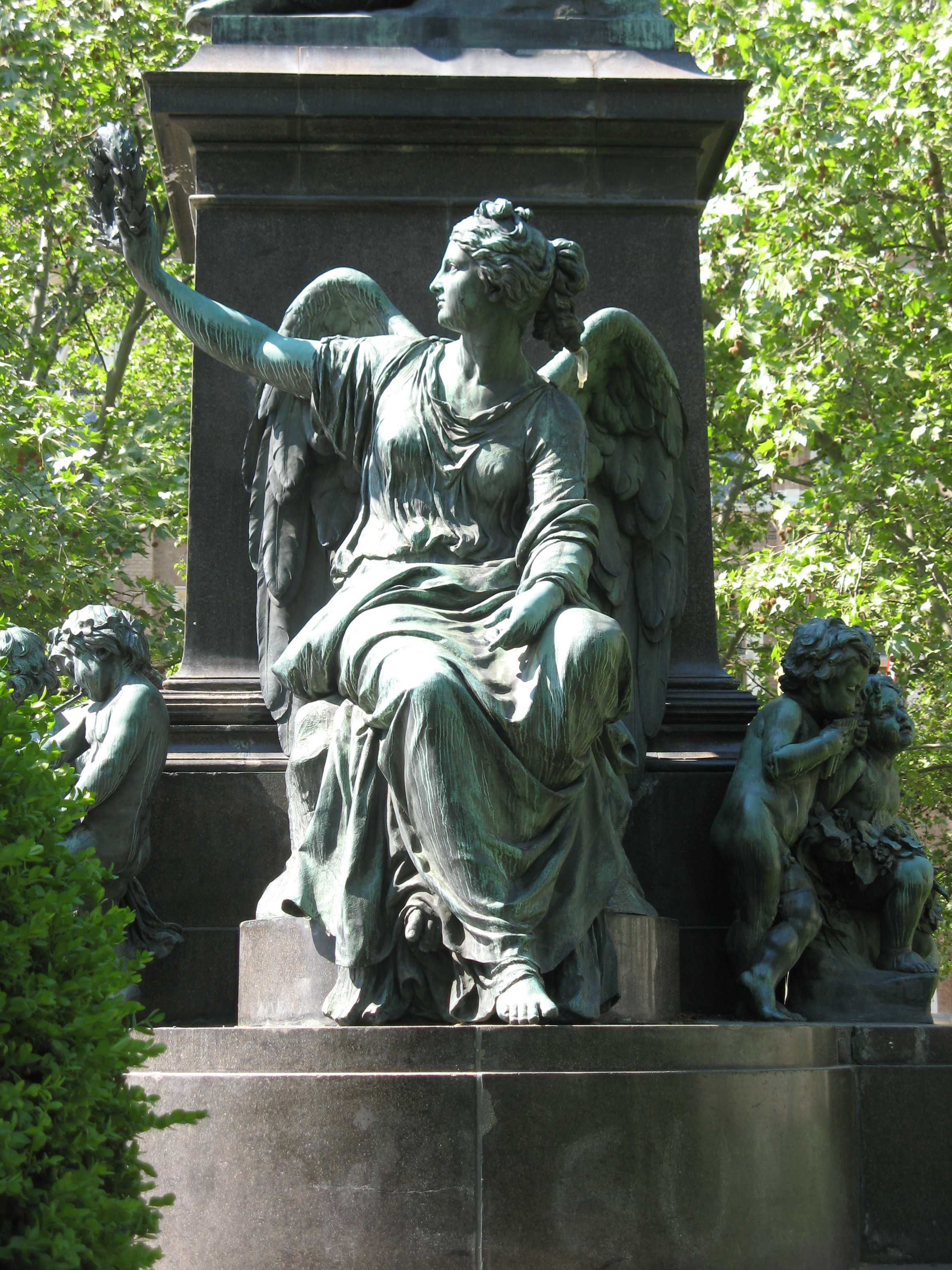
Nike
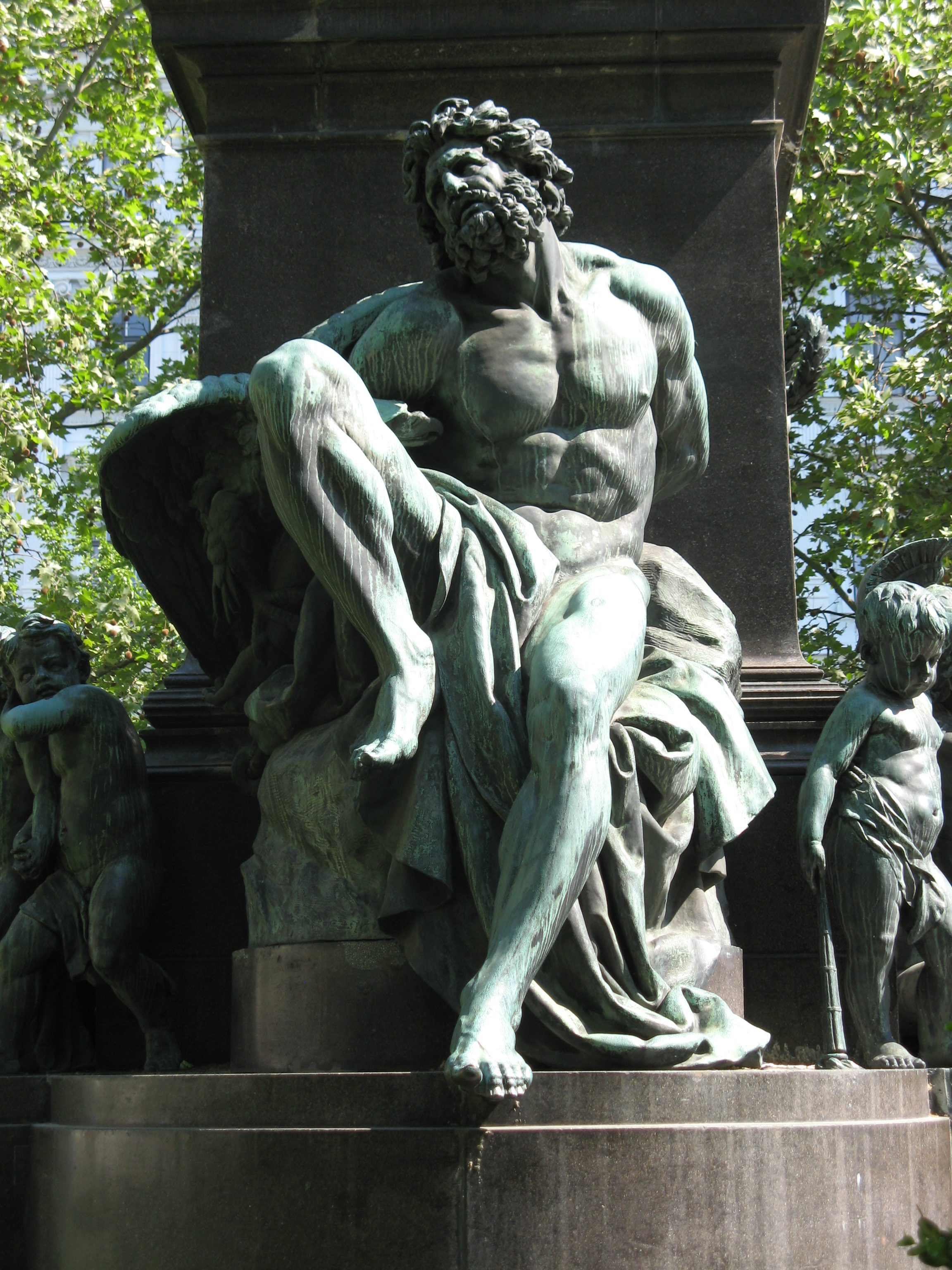
Prometheus
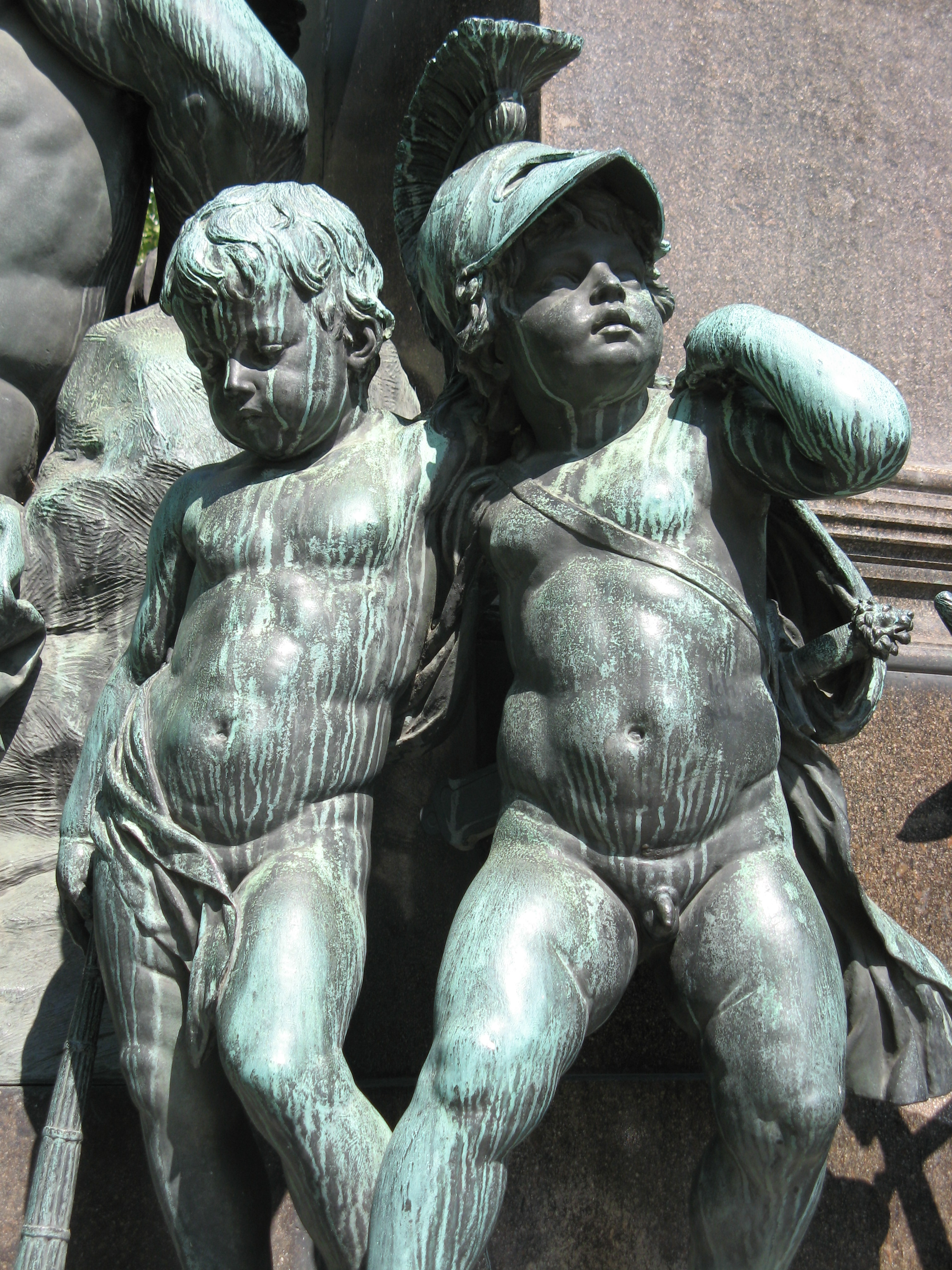
Putten